# R-7 Semyorka

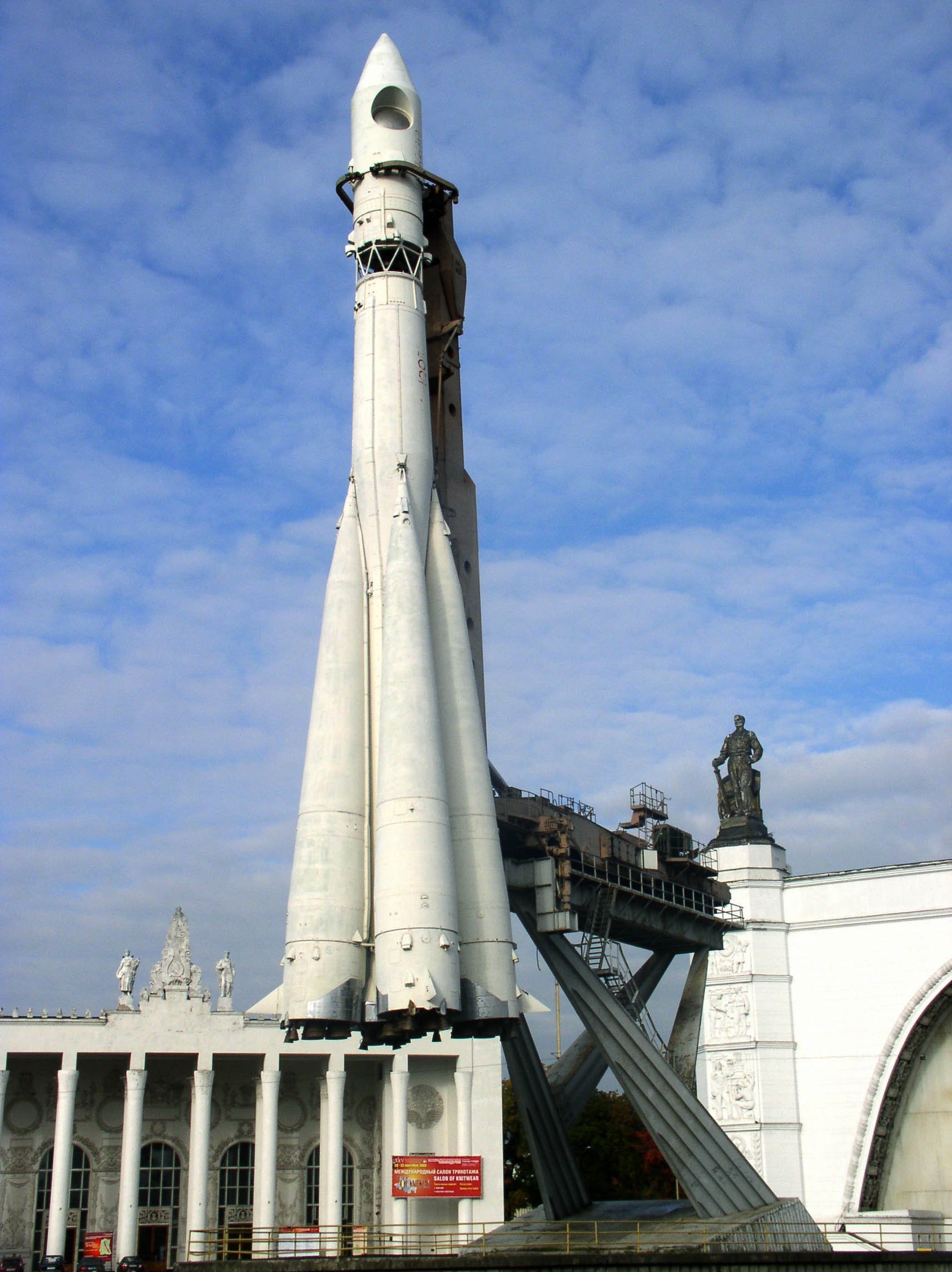
Tên lửa Vostok (Восток-Phương Đông), một trong những phiên bản phát triển từ tên lửa R-7, tại Trung tâm Triển lãm toàn Nga

Tên lửa R-7 (tiếng Nga: Р-7 "Семёрка", tiếng Anh: R-7 Semyorka) là biệt hiệu của loại tên lửa đạn đạo liên lục địa đầu tiên trên thế giới, được sử dụng ở Liên Xô từ năm 1959 đến 1968 trong thời gian chiến tranh Lạnh. Với thế giới phương Tây, nó có tên là SS-6 Sapwood trong báo cáo của Tổ chức Hiệp ước quân sự Bắc Đại Tây Dương – NATO; ở Nga, số hiệu chính thức là 8K71. Dạng sửa đổi của tên lửa này đã đưa Sputnik – vệ tinh nhân tạo đầu tiên của loài người, lên không trung và trở thành nền tảng của động cơ tên lửa Soyuz và các phiên bản của tên lửa Molniya, Vostok và Voskhod.
R-7 dài 34 m, đường kính 3 m và nặng 280 tấn. Động cơ tên lửa gồm hai lớp đẩy, sử dụng oxy lỏng và hỗn hợp hydrocarbon (xem Dầu hỏa) và có tầm bắn xa 8.800 km với độ chính xác 5 km; có thể mang một đầu đạn hạt nhân với đương lượng nổ 3 megaton (quả bom nguyên tử mang tên "Little Boy" ném xuống thành phố Hiroshima năm 1945 chỉ có đương lượng nổ 13 đến 16 kiloton). Bốn động cơ gắn với thân chính sẽ cung cấp lực đấy cho tên lửa trong giai đoạn đầu (rời bệ phóng, tăng tốc và lấy độ cao), động cơ trên thân chính cung cấp lực đẩy ở giai đoạn hai (tăng tốc và lấy độ cao). Hệ thống dẫn hướng được điểu chỉnh theo quán tính bằng radio.
R-7 được thiết kế, thử nghiệm và chế tạo dưới sự chỉ đạo của Tổng công trình sư Sergey Pavlovich Korolyov.

## Quá trình phát triển

Một số mẫu R-7

Công tác thiết kế bắt đầu tại bộ phận nghiên cứu OKB-1 ở Kaliningrad (sau này chuyển thành Hãng chế tạo tên lửa và hàng không vũ trụ Korolev) với yêu cầu đặt ra là tên lửa đẩy hai tầng nặng 170 tấn, tầm xa 8.000 km và mang đầu đạn 300 kg.
Sau các cuộc vận hành thử trên mặt đất cuối năm 1953, thiết kế ban đầu hoạt động nặng nề và đến tháng 5 năm 1954 thiết kế cuối cùng được phê chuẩn. Thử nghiệm trên không đầu tiên với phiên bản 8K71 được thực hiện ngày 15 tháng 5 năm 1957 tại Tổ hợp vũ trụ Baikonur. Một động cơ gắn trên thân chính phát hỏa ngoài ý muốn khiến tên lửa rơi cách bệ phóng 400 km. Sau đó một vụ thử nữa không thành công.
Thành công cuối cùng cũng đã đến, ngày 21 tháng 8 năm 1957 với cự ly đạt tới 6.000 km. Thông tin này được Cơ quan thông tấn Liên Xô (TASS) phát đi ngày 26 tháng 8. Phiên bản sửa đổi của tên lửa này đã đưa vệ tinh nhân tạo đầu tiên trên thế giới - Sputnik 1 lên quỹ đạo ngày 4 tháng 10 năm 1957 và Sputnik 2 ngày 3 tháng 11 cùng năm.
Tiếp theo các thử nghiệm đầu tiên này, một số cải tiến làm chậm thời điểm thử tiếp theo đến tháng 12 năm 1959. Phiên bản kế tiếp là 8K74 nhẹ hơn thiết kế 8K71, đồng thời có hệ thống dẫn hướng tốt hơn. Các động cơ mạnh hơn và nhiều nhiên liệu hơn nâng tầm hoạt động lên 12.000 km với trọng tải đạt 5.370 kg. Tháng 10 năm 1957 và 1958, thử nghiệm đầu đạn tại bán đảo Novaya Zemlya cho đương lượng nổ 2,9 megaton TNT.
Các phiên bản 8K71 và 8K74 được sản xuất với tên R-7 và R-7A. Tên lửa được triển khai rộng rãi năm 1962 đến năm 1968 thì được thay thế. Thiết kế của R-7 sau đó vẫn được sử dụng cho nghiên cứu vũ trụ và phát triển tiếp thành động cơ đáng tin cậy của các tàu vũ trụ Vostok, Voskhod và Soyuz.

## Lịch sử hoạt động
Khi lần đầu tiên ra mắt vào năm 1957, R-7 đã trở thành bước nhảy vọt lớn nhất trong tên lửa của thế giới kể từ khi tên lửa A-4 của Đức được sử dụng.
Đơn vị tên lửa chiến lược đầu tiên được triển khai ngày 9 tháng 2 năm 1959 tại Plesetsk ở tây-bắc Nga. Ngày 15 tháng 12 năm 1959, đơn vị này thử nghiệm tên lửa R-7 lần đầu.
Tuy nhiên thiết kế tên lửa này lại là lỗi thời nếu sử dụng làm vũ khí do chi phí vận hành, kích thước và độ cơ động. Chỉ có sáu điểm phóng được đưa vào hoạt động, bốn ở Plesetsk và hai ở Baikonur, Kazakhstan. Chi phí là rất lớn bởi khó khăn trong xây dựng các điểm phóng tại các vùng xa xôi. Có thời điểm, mỗi điểm phóng tên lửa tiêu tốn đến 5% chi phí quốc phòng của Liên Xô. Tuy vậy, chi phí nặng nề không phải là hi hữu trong một dự án tên lửa thế hệ đầu và Hoa Kỳ cũng gặp vấn đề tương tự.
Với sự xuất hiện của máy bay do thám như U-2 (Lockheed U-2), các tổ hợp phóng tên lửa R-7 to lớn không thể che giấu và có thể bị tấn công nhanh chóng trong bất kỳ cuộc chiến tranh hạt nhân nào. Mặt khác, tên lửa này cần tới 20 giờ chuẩn bị và rất khó duy trì tình trạng sẵn sàng phóng quá một ngày bởi nhiên liệu lỏng phải ở tình trạng đông lạnh. Do đó, các lực lượng tên lửa Xô viết không thể ở tình trạng sẵn sàng liên tục và có nguy cơ bị tiêu diệt ngay trước khi phóng bởi máy bay ném bom. Đồng thời, chúng không có một cơ may nào chống nổi các tên lửa đạn đạo liên lục địa được phát triển sau này vốn cơ động hơn nhiều khi có thể triển khai tác ở nhiều vị trí khác nhau. Sự lỗi thời của R-7 buộc Liên Xô phải phát triển các tên lửa thế hệ thứ hai.
Tại mỗi thời điểm, có khoảng dưới 10 tên lửa R-7 ở trình trạng sẵn sàng, Một bệ phóng được đặt tại Baikonur và từ 6 đến 8 bệ khác ở Plesetsk.
Mặc dù không thành công khi sử dụng làm vũ khí nhưng tiến trình thử nghiệm R-7 đã giải quyết rất nhiều các vấn đề khoa học cơ bản cho những cải tiến tương lai trong lĩnh vực vũ khí và vũ trụ. R-7 là nền tảng để phát triển thành nhiều mẫu tên lửa khác nhau. Cũng như loại tên lửa này rất thành công khi sử dụng vào các chương trình không gian vì thiết kế của nó rất thích hợp cho loại hoạt động này. Nó được sử dụng trong hơn nửa thế kỷ cho các chương trình thám hiểm không gian của Nga sau đó cũng như dùng để đưa các vệ tinh lên quỹ đạo. R-7 cũng là loại tên lửa chính được dùng để phóng và xây dựng Trạm vũ trụ quốc tế cũng như cung cấp nhu yếu phẩm và các trang thiết bị hỗ trợ sự sống cho các phi hành gia trên trạm không gian.
Phiên bản của R-7 là 8K71PS được sử dụng làm tên lửa đẩy trong cả năm lần phóng các vệ tinh Sputnik. Nó cũng chỉ có hai tầng đẩy.

## Thông số

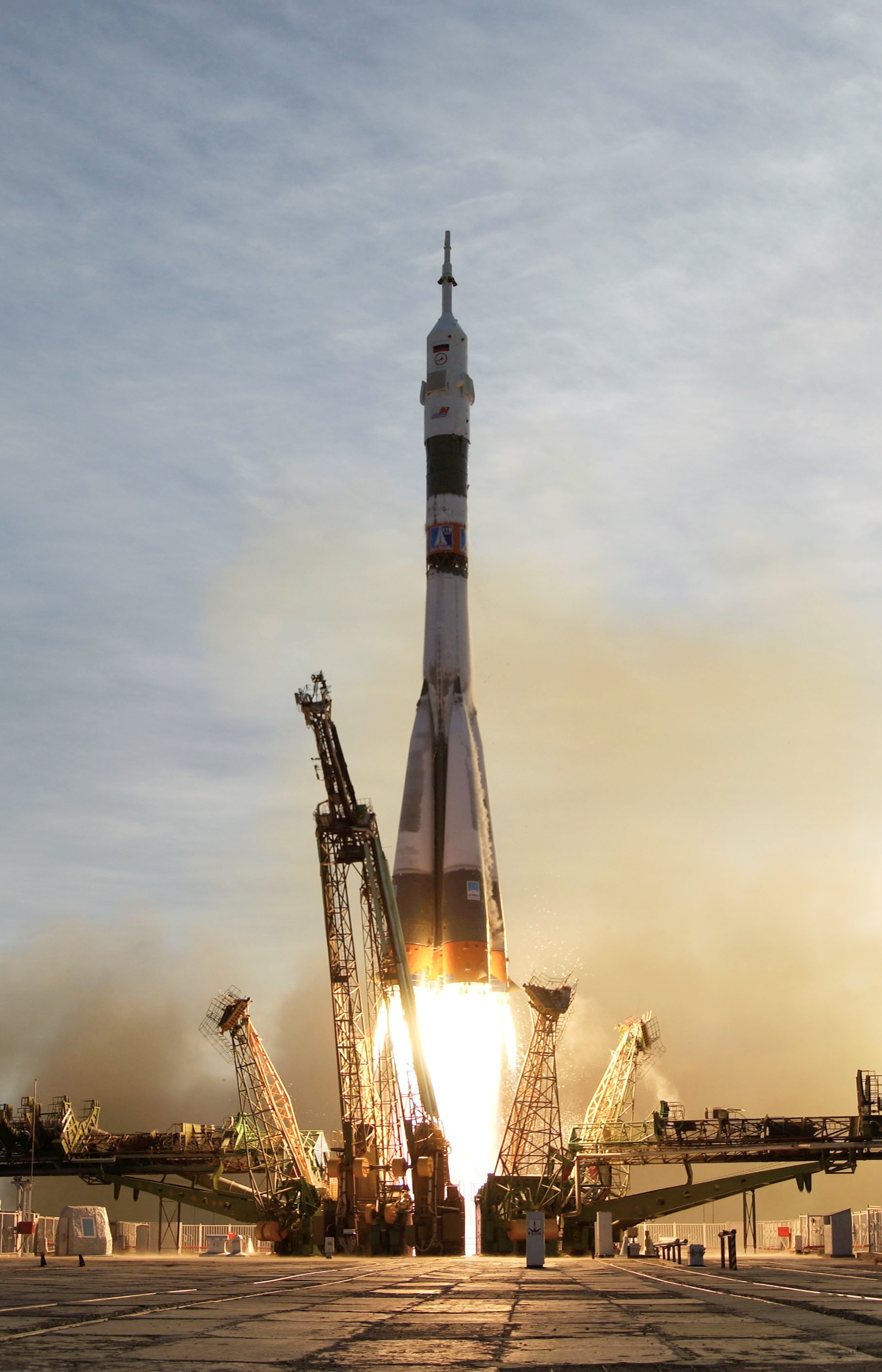
Tên lửa đẩy Soyuz-FG khi phóng tàu vũ trụ Soyuz ТМА-5

- Tầng đẩy thứ nhất: 4 động cơ gắn với thân chính
  - Tổng khối lượng: 43,3 tấn
  - Khối lượng rỗng: 3,71 tấn
  - Lực đẩy: 4 x 99.000 kgf = 396 Mgf (3,89 MN)
  - lsp: 313 giây (3,07 kN-s/kg)
  - Thời gian đốt: 118 giây
  - lsp (sl): 256 giây (2,51 km-s/kg)
  - Đường kính 2,68 m
  - Xòe rộng: 9,76 m
  - Dài: 19 m
  - Nhiên liệu: oxy hóa lỏng/hỗn hợp hydrocarbon
  - Động cơ: 1 x RD-107-8D74-1959
- Tầng đẩy thứ 2: Động cơ trên thân chính
  - Tổng khối lượng 100,4 tấn
  - Khối lượng rỗng: 6,8 tấn
  - Lực đẩy: 912 kN
  - lsp: 315 giây (3,09 kN-s/kg)
  - Thời gian đốt: 5 phút
  - lsp(sl): 248 giây (2,43 kN-s/kg)
  - Đường kính: 2,99 m
  - Dài: 28 m
  - Nhiên liệu: oxy hóa lỏng/hỗn hợp hydrocarbon
  - Động cơ: 1 x RD-108-8D75-1959
- Tổng cộng khối lượng 267 tấn
- Lực đẩy tối đa: 3,89 MN

## Họ cáctên lửa đẩyđược chế tạo dựa trên nền R-7
| Tên lửa đẩy            | Mã       | Số tầng | Chiều dài | Đường kính | Khối lượng |
| ---------------------- | -------- | ------- | --------- | ---------- | ---------- |
| Sputnik                | 8К71ПС   | 2       | 29167     | 10300      | 267000     |
| Sputnik-3              | 8А91     | 2       | 31000     | 10300      | 269300     |
| Vostok                 | 8К72К    | 3       | 38246     | 10300      | 287000     |
| Vostok-2               | 8А92     | 3       | 38246     | 10300      | 287000     |
| Vostok-2М              | 8А92М    | 3       | 38246     | 10300      | 287000     |
| Voskhod                | 11К57    | 3       | 44628     | 10300      | 298400     |
| Luna                   | 8К72     | 3       | 33500     | 10300      | 279000     |
| Molniya                | 8К78     | 4       | 43440     | 10300      | 305000     |
| Molniya-М              | 8К78М    | 4       | 43440     | 10300      | 305000     |
| Polyot                 | 11К59    | 2       | 30000     | 10300      | 277000     |
| Soyuz                  | 11А511   | 3       | 50670     | 10300      | 308000     |
| Soyuz 2                | 14А14    | 3       | 50670     | 10300      | 311000     |
| Soyuz 2 với BV BV Ikar | 14А14    | 3       | 45783     | 10300      | 311000     |
| Soyuz 2 với RB Fregat  | 14А14    | 4       | 45783     | 10300      | 311000     |
| Soyuz-L                | 11А511Л  | 3       | 44000     | 10300      | 305000     |
| Soyuz-М                | 11А511М  | 3       | 50670     | 10300      | 310000     |
| Soyuz-U                | 11А511У  | 3       | 51100     | 10300      | 313000     |
| Soyuz-U với BV Ikar    | 11А511У  | 4       | 47285     | 10300      | 308000     |
| Soyuz-U với RB Fregat  | 11А511У  | 4       | 46645     | 10300      | 308000     |
| Soyuz-U2               | 11А511У2 | 3       | 51100     | 10300      | 313000     |
| Soyuz FG               | 11А511ФГ | 3       | 49476     | 10300      | 305000     |
| Soyuz FG với RB Fregat | 11А511ФГ | 4       | 42463     | 10300      | 305000     |